# Run This Town
"Run This Town" é o segundo single, e primeiro oficial, do álbum de Jay-Z, The Blueprint 3. A canção conta com a participação de Rihanna e Kanye West, os três juntos rescreveram a música.

## Tema e fundo musical
O primeiro single oficial foi planeado para ser "Off That" com Drake, mas foi mudado para "Run This Town". O motivo que o rapper Jay-Z apresentou foi o facto da canção contar com participações e cantores como Rihanna e Kanye.
| “ | Nós basicamente fazemos andar esta cidade. Sou eu, Rihanna e Kanye. É muito mais que isso. | ” |

A música estreou nas rádios a 24 de Julho de 2009.
A canção estreou nas rádios americanas a 24 de Julho de 2009, para coincidir com o lançamento do álbum de Jay-Z a 11 de Setembro de 2009. A música foi lançada no iTunes a 11 de Agosto de 2009. Foi lançada oficialmente na rádio urbana a 9 de Agosto de 2009. Na primeira semana, a canção vendeu mais de 62,000 cópias.

## Vídeo musical
O vídeo foi filmado a 6 de Agosto de 2009 por Anthony Mandler, no parque Fort Totten em Nova Iorque. Estreou no canal televisivo MTV a 20 de Agosto de 2009.

## Actuações ao vivo
No dia 11 de Setembro de 2009, os três intérpretes prestaram homenagem aos polícias e bombeiros que morreram nos ataques terroristas de 11 de Setembro, fazendo uma actuação da canção. Actuaram ainda no programa televisivo americano The Jay Leno Show, a 14 de Setembro de 2009.

## Faixas e formatos
| CD single dos Estados Unidos e Reino Unido |                                            |                                                 |         |  |
| N.º                                        | Título                                     | Compositor(es)                                  | Duração |  |
| 1.                                         | "Run This Town" (com Rihanna e Kanye West) | S.C.Carter, R.Fenty, K.West, E.Wilson, A.Alatas | 4:36    |  |

| Edição limitada de duas faixas do Reino Unido |                                            |                                                 |         |  |
| N.º                                           | Título                                     | Compositor(es)                                  | Duração |  |
| 1.                                            | "Run This Town" (com Rihanna e Kanye West) | S.C.Carter, R.Fenty, K.West, E.Wilson, A.Alatas | 4:36    |  |
| 2.                                            | "D.O.A. (Death of Auto-Tune)"              | Shawn Carter                                    | 4:16    |  |
| Duração total:                                | Duração total:                             | Duração total:                                  | 8:52    |  |

## Desempenho

### Posições
| Tabelas musicais (2009)                      | Melhor posição |
| -------------------------------------------- | -------------- |
| Austrália - Australia Singles Top 50         | 9              |
| Áustria - Austria Singles Top 75             | 29             |
| Alemanha - Germany Singles Top 100           | 18             |
| Bélgica - Belgium Singles Top 50             | 28             |
| Bulgária - Bulgaria Singles Top 40           | 16             |
| Canadá - Canada Singles Top 100              | 6              |
| Dinamarca - Denmark Singles Top 40           | 20             |
| Estados Unidos - Billboard Hot 100           | 2              |
| Estados Unidos - Billboard R&B/Hip-Hop Songs | 3              |
| Estados Unidos - Billboard Rap Songs         | 1              |
| Estados Unidos - Billboard Radio Songs       | 2              |
| Estados Unidos - Billboard Canadian Hot 100  | 10             |
| Estados Unidos - Billboard Digital Songs     | 3              |
| Estados Unidos - Billboard Ringtones         | 1              |
| Estados Unidos - Billboard Pop Songs         | 9              |
| Países Baixos - Dutch Top 40                 | 10             |
| Irlanda - Ireland Singles Top 50             | 3              |
| Japão - Japan Singles Top 100                | 42             |
| Mundo - World Singles Top 40                 | 2              |
| Noruega - Norway Singles Top 20              | 5              |
| Nova Zelândia - New Zealand Top 40           | 9              |
| Portugal - Portugal Singles Top 50           | 24             |
| Reino Unido - UK Singles Top 75              | 1              |
| Suíça - Sweden Singles Top 60                | 9              |
| Suécia - Sweden Singles Top 60               | 8              |